# 28848 Nicolemarie
28848 Nicolemarie este un asteroid din centura principală de asteroizi.

## Descriere
28848 Nicolemarie este un asteroid din centura principală de asteroizi. A fost descoperit pe 9 mai 2000 la Socorro, New Mexico, în cadrul proiectului LINEAR. Asteroidul prezintă o orbită caracterizată de o semiaxă mare de 2,93 ua, o excentricitate de 0,09 și o înclinație de 3,0° în raport cu ecliptica.